# 巣山プロダクション
株式会社巣山プロダクション（すやまプロダクション、英: Suyama Production.）は、愛知県名古屋市にあるタレント事務所。

## 概要
創立は1960年で、東海地方のタレント養成所としても老舗の部類に入る。名古屋で製作されている昼ドラやバラエティ番組に、多数の出演者を送っている。主な業務はテレビ・ラジオのタレント、CMナレーター、アナウンサー、子役等の派遣、育成。

## 所属タレント

### 現在の所属タレント
- 石黒志伸 - 女優・ナレーター

### かつて所属していたタレント
- 秋田宗好 - NEWSエンターテイメントへ移籍。
- 石田安奈 - 現在はSKE48チームKIIのメンバーとして、AKSに所属。
- 伊藤洋太
- 尾本侑樹奈
- 小出広美
- 小西博之 - 離脱後も長らくの間、地元紙に掲載される当事務所のタレント募集広告に、出身タレントの代表者として顔写真が掲載されていた。
- 杉浦花菜 - 太田プロダクションへ移籍。
- 鈴木麻世 - NEWSエンターテイメントへ移籍。
- 谷川功 - NEWSエンターテイメントへ移籍。
- 三ツ矢雄二
- 坂井徹